# Världscupen i alpin skidåkning 1982/1983
Världscupen i alpin skidåkning 1982/1983 startade 5 december 1982 i Pontresina för herrar och den 7 december i Val d'Isère för damerna. Säsongen avslutades 21 mars 1983 i Furano. Den här säsongen var den första där Super-G ingick i världscupen. Phil Mahre tog sin 3:e totalseger i rad. På damsidan vann Tamara McKinney.

## Tävlingskalender

### Herrar

#### Störtlopp
| Datum            | Ort                                | Etta                               | Tvåa                      | Trea                          |
| ---------------- | ---------------------------------- | ---------------------------------- | ------------------------- | ----------------------------- |
| 5 december 1982  | Pontresina (Schweiz)               | Harti Weirather (Österrike)        | Franz Klammer (Österrike) | Peter Müller (Schweiz)        |
| 19 december 1982 | Val Gardena (Italien)              | Conradin Cathomen (Schweiz)        | Erwin Resch (Österrike)   | Franz Klammer (Österrike)     |
| 20 december 1982 | Val Gardena (Italien)              | Franz Klammer (Österrike)          | Peter Müller (Schweiz)    | Urs Räber (Schweiz)           |
| 9 januari 1983   | Val d’Isère (Frankrike)            | Erwin Resch (Österrike)            | Peter Lüscher (Schweiz)   | Conradin Cathomen (Schweiz)   |
| 10 januari 1983  | Val d’Isère (Frankrike)            | Conradin Cathomen (Schweiz)        | Ken Read (Kanada)         | Danilo Sbardellotto (Italien) |
| 21 januari 1983  | Kitzbühel (Österrike)              | Bruno Kernen (Schweiz)             | Steve Podborski (Kanada)  | Urs Räber (Schweiz)           |
| 22 januari 1983  | Kitzbühel (Österrike)              | Todd Brooker (Kanada)              | Urs Räber (Schweiz)       | Ken Read (Kanada)             |
| 28 januari 1983  | Sarajevo (Jugoslavien)             | Gerhard Pfaffenbichler (Österrike) | Steve Podborski (Kanada)  | Franz Klammer (Österrike)     |
| 5 februari 1983  | Sankt Anton am Arlberg (Österrike) | Peter Lüscher (Schweiz)            | Silvano Meli (Schweiz)    | Harti Weirather (Österrike)   |
| 6 mars 1983      | Aspen (USA)                        | Todd Brooker (Kanada)              | Michael Mair (Italien)    | Helmut Höflehner (Österrike)  |
| 12 mars 1983     | Lake Louise (Kanada)               | Helmut Höflehner (Österrike)       | Franz Klammer (Österrike) | Conradin Cathomen (Schweiz)   |

#### Super-G
| Datum            | Ort                                   | Etta                    | Tvåa                        | Trea                        |
| ---------------- | ------------------------------------- | ----------------------- | --------------------------- | --------------------------- |
| 12 december 1982 | Val d’Isère (Frankrike)               | Peter Müller (Schweiz)  | Peter Lüscher (Schweiz)     | Pirmin Zurbriggen (Schweiz) |
| 22 december 1982 | Madonna di Campiglio (Italien)        | Michael Mair (Italien)  | Hans Enn (Österrike)        | Pirmin Zurbriggen (Schweiz) |
| 9 februari 1983  | Garmisch-Partenkirchen (Västtyskland) | Peter Lüscher (Schweiz) | Pirmin Zurbriggen (Schweiz) | Hans Enn (Österrike)        |

#### Storslalom
| Datum            | Ort                         | Etta                        | Tvåa                                 | Trea                        |
| ---------------- | --------------------------- | --------------------------- | ------------------------------------ | --------------------------- |
| 11 januari 1983  | Adelboden (Schweiz)         | Pirmin Zurbriggen (Schweiz) | Max Julen (Schweiz)                  | Jacques Lüthy (Schweiz)     |
| 29 januari 1983  | Kranjska Gora (Jugoslavien) | Hans Enn (Österrike)        | Max Julen (Schweiz)                  | Ingemar Stenmark (Sverige)  |
| 13 februari 1983 | Todtnau (Västtyskland)      | Ingemar Stenmark (Sverige)  | Max Julen (Schweiz)                  | Pirmin Zurbriggen (Schweiz) |
| 26 februari 1983 | Gällivare (Sverige)         | Ingemar Stenmark (Sverige)  | Max Julen (Schweiz) Phil Mahre (USA) |                             |
| 6 mars 1983      | Aspen (USA)                 | Phil Mahre (USA)            | Marc Girardelli (Luxemburg)          | Ingemar Stenmark (Sverige)  |
| 9 mars 1983      | Vail (USA)                  | Phil Mahre (USA)            | Ingemar Stenmark (Sverige)           | Max Julen (Schweiz)         |
| 19 mars 1983     | Furano (Japan)              | Phil Mahre (USA)            | Max Julen (Schweiz)                  | Ingemar Stenmark (Sverige)  |

#### Slalom
| Datum            | Ort                                | Etta                           | Tvåa                            | Trea                            |
| ---------------- | ---------------------------------- | ------------------------------ | ------------------------------- | ------------------------------- |
| 14 december 1982 | Courmayeur (Italien)               | Ingemar Stenmark (Sverige)     | Stig Strand (Sverige)           | Phil Mahre (USA)                |
| 21 december 1982 | Madonna di Campiglio (Italien)     | Stig Strand (Sverige)          | Ingemar Stenmark (Sverige)      | Phil Mahre (USA)                |
| 4 januari 1983   | Parpan (Schweiz)                   | Steve Mahre (USA)              | Jacques Lüthy (Schweiz)         | Andreas Wenzel (Liechtenstein)  |
| 23 januari 1983  | Kitzbühel (Österrike)              | Ingemar Stenmark (Sverige)     | Christian Orlainsky (Österrike) | Phil Mahre (USA)                |
| 30 januari 1983  | Kranjska Gora (Jugoslavien)        | Franz Gruber (Österrike)       | Stig Strand (Sverige)           | Michel Canac (Frankrike)        |
| 6 februari 1983  | Sankt Anton am Arlberg (Österrike) | Steve Mahre (USA)              | Andreas Wenzel (Liechtenstein)  | Phil Mahre (USA)                |
| 11 februari 1983 | Le Markstein (Frankrike)           | Ingemar Stenmark (Sverige)     | Paolo De Chiesa (Italien)       | Phil Mahre (USA)                |
| 12 februari 1983 | Le Markstein (Frankrike)           | Bojan Križaj (Jugoslavien)     | Bengt Fjällberg (Sverige)       | Christian Orlainsky (Österrike) |
| 23 februari 1983 | Tärnaby (Sverige)                  | Andreas Wenzel (Liechtenstein) | Stig Strand (Sverige)           | Bojan Križaj (Jugoslavien)      |
| 27 februari 1983 | Gällivare (Sverige)                | Marc Girardelli (Luxemburg)    | Stig Strand (Sverige)           | Ingemar Stenmark (Sverige)      |
| 20 mars 1983     | Furano (Japan)                     | Stig Strand (Sverige)          | Andreas Wenzel (Liechtenstein)  | Bojan Križaj (Jugoslavien)      |

#### Alpin kombination
| Datum                | Ort                                                            | Etta                        | Tvåa                            | Trea                        |
| -------------------- | -------------------------------------------------------------- | --------------------------- | ------------------------------- | --------------------------- |
| 14, 19 december 1982 | Courmayeur / Val Gardena (Italien)                             | Franz Heinzer (Schweiz)     | Peter Müller (Schweiz)          | Peter Lüscher (Schweiz)     |
| 21-22 december 1982  | Madonna di Campiglio (Italien)                                 | Pirmin Zurbriggen (Schweiz) | Christian Orlainsky (Österrike) | Franz Gruber (Österrike)    |
| 22-23 januari 1983   | Kitzbühel (Österrike)                                          | Phil Mahre (USA)            | Marc Girardelli (Luxemburg)     | Peter Lüscher (Schweiz)     |
| 5-6 februari 1983    | Sankt Anton am Arlberg (Österrike)                             | Phil Mahre (USA)            | Andreas Wenzel (Liechtenstein)  | Steve Mahre (USA)           |
| 9, 11 februari 1983  | Garmisch-Partenkirchen / Le Markstein (Västtyskland/Frankrike) | Phil Mahre (USA)            | Andreas Wenzel (Liechtenstein)  | Marc Girardelli (Luxemburg) |

### Damer

#### Störtlopp
| Datum            | Ort                      | Etta                           | Tvåa                           | Trea                             |
| ---------------- | ------------------------ | ------------------------------ | ------------------------------ | -------------------------------- |
| 7 december 1982  | Val d’Isère (Frankrike)  | Doris De Agostini (Schweiz)    | Lea Sölkner (Österrike)        | Maria Walliser (Schweiz)         |
| 15 december 1982 | San Sicario (Italien)    | Caroline Attia (Frankrike)     | Claudine Emonet (Frankrike)    | Heidi Wiesler (Västtyskland)     |
| 14 januari 1983  | Schruns (Österrike)      | Doris De Agostini (Schweiz)    | Elisabeth Chaud (Frankrike)    | Caroline Attia (Frankrike)       |
| 21 januari 1983  | Megève (Frankrike)       | Maria Walliser (Schweiz)       | Maria Maricich (USA)           | Marie-Luce Waldmeier (Frankrike) |
| 22 januari 1983  | Megève (Frankrike)       | Elisabeth Kirchler (Österrike) | Doris De Agostini (Schweiz)    | Caroline Attia (Frankrike)       |
| 29 januari 1983  | Les Diablerets (Schweiz) | Doris De Agostini (Schweiz)    | Elisabeth Kirchler (Österrike) | Veronika Vitzthum (Österrike)    |
| 5 februari 1983  | Sarajevo (Jugoslavien)   | Maria Walliser (Schweiz)       | Elisabeth Kirchler (Österrike) | Ariane Ehrat (Schweiz)           |
| 5 mars 1983      | Mont Tremblant (Kanada)  | Laurie Graham (Kanada)         | Maria Walliser (Schweiz)       | Michela Figini (Schweiz)         |

#### Super-G
| Datum           | Ort               | Etta                       | Tvåa                         | Trea                       |
| --------------- | ----------------- | -------------------------- | ---------------------------- | -------------------------- |
| 9 januari 1983  | Verbier (Schweiz) | Irene Epple (Västtyskland) | Hanni Wenzel (Liechtenstein) | Tamara McKinney (USA)      |
| 10 januari 1983 | Verbier (Schweiz) | Cindy Nelson (USA)         | Zoë Haas (Schweiz)           | Irene Epple (Västtyskland) |

#### Storslalom
| Datum           | Ort                                 | Etta                       | Tvåa                        | Trea                         |
| --------------- | ----------------------------------- | -------------------------- | --------------------------- | ---------------------------- |
| 9 december 1982 | Val d’Isère (Frankrike)             | Erika Hess (Schweiz)       | Tamara McKinney (USA)       | Hanni Wenzel (Liechtenstein) |
| 23 januari 1983 | Saint-Gervais-les-Bains (Frankrike) | Tamara McKinney (USA)      | Christin Cooper (USA)       | Carole Merle (Frankrike)     |
| 6 mars 1983     | Mont Tremblant (Kanada)             | Anne-Flore Rey (Frankrike) | Maria Epple (Västtyskland)  | Erika Hess (Schweiz)         |
| 8 mars 1983     | Waterville Valley (USA)             | Tamara McKinney (USA)      | Maria Epple (Västtyskland)  | Fabienne Serrat (Frankrike)  |
| 9 mars 1983     | Waterville Valley (USA)             | Tamara McKinney (USA)      | Maria Epple (Västtyskland)  | Cindy Nelson (USA)           |
| 13 mars 1983    | Vail (USA)                          | Tamara McKinney (USA)      | Cindy Nelson (USA)          | Erika Hess (Schweiz)         |
| 18 mars 1983    | Furano (Japan)                      | Hanni Wenzel (USA)         | Fabienne Serrat (Frankrike) | Maria Walliser (Schweiz)     |

#### Slalom
| Datum            | Ort                            | Etta                         | Tvåa                                                  | Trea                         |
| ---------------- | ------------------------------ | ---------------------------- | ----------------------------------------------------- | ---------------------------- |
| 5 december 1982  | Limone Piemonte (Italien)      | Tamara McKinney (USA)        | Erika Hess (Schweiz)                                  | Hanni Wenzel (Liechtenstein) |
| 17 december 1982 | Piancavallo (Italien)          | Erika Hess (Schweiz)         | Perrine Pelen (Frankrike)                             | Christin Cooper (USA)        |
| 9 januari 1983   | Davos (Schweiz)                | Tamara McKinney (USA)        | Erika Hess (Schweiz)                                  | Perrine Pelen (Frankrike)    |
| 16 januari 1983  | Schruns (Österrike)            | Anni Kronbichler (Österrike) | Maria Rosa Quario (Italien) Małgorzata Tlałka (Polen) |                              |
| 30 januari 1983  | Les Diablerets (Schweiz)       | Maria Rosa Quario (Italien)  | Hanni Wenzel (Liechtenstein)                          | Dorota Tlałka (Polen)        |
| 9 februari 1983  | Maribor (Jugoslavien)          | Erika Hess (Schweiz)         | Hanni Wenzel (Liechtenstein)                          | Anni Kronbichler (Österrike) |
| 13 februari 1983 | Vysoké Tatry (Tjeckoslovakien) | Maria Rosa Quario (Italien)  | Erika Hess (Schweiz)                                  | Małgorzata Tlałka (Polen)    |
| 10 mars 1983     | Waterville Valley (USA)        | Roswitha Steiner (Österrike) | Tamara McKinney (USA)                                 | Hanni Wenzel (Liechtenstein) |
| 20 mars 1983     | Furano (Japan)                 | Tamara McKinney (USA)        | Erika Hess (Schweiz)                                  | Małgorzata Tlałka (Polen)    |

#### Alpin kombination
| Datum                | Ort                                    | Etta                              | Tvåa                         | Trea                           |
| -------------------- | -------------------------------------- | --------------------------------- | ---------------------------- | ------------------------------ |
| 7, 9 december 1982   | Val d’Isère (Frankrike)                | Elisabeth Kirchler (Österrike)    | Tamara McKinney (USA)        | Erika Hess (Schweiz)           |
| 15, 17 december 1982 | San Sicario / Piancavallo (Italien)    | Christin Cooper (USA)             | Erika Hess (Schweiz)         | Hanni Wenzel (Liechtenstein)   |
| 16, 21 januari 1983  | Schruns / Megève (Österrike/Frankrike) | Olga Charvátová (Tjeckoslovakien) | Sylvia Eder (Österrike)      | Fabienne Serrat (Frankrike)    |
| 29-30 januari 1983   | Les Diablerets (Schweiz)               | Hanni Wenzel (Liechtenstein)      | Michaela Gerg (Västtyskland) | Elisabeth Kirchler (Österrike) |

## Slutplacering damer
| Placering | Namn               | Land            | Poäng |
| --------- | ------------------ | --------------- | ----- |
| 1         | Tamara McKinney    | USA             | 225   |
| 2         | Hanni Wenzel       | Liechtenstein   | 193   |
| 3         | Erika Hess         | Schweiz         | 192   |
| 4         | Elisabeth Kirchler | Österrike       | 163   |
| 5         | Maria Walliser     | Schweiz         | 135   |
| 6         | Irene Epple        | Västtyskland    | 117   |
| 7         | Cindy Nelson       | USA             | 115   |
| 8         | Olga Charvátová    | Tjeckoslovakien | 111   |
| 9         | Maria Epple        | Västtyskland    | 109   |
| 10        | Doris de Agostini  | Schweiz         | 96    |

## Slutplacering herrar
| Placering | Namn              | Land          | Poäng |
| --------- | ----------------- | ------------- | ----- |
| 1         | Phil Mahre        | USA           | 285   |
| 2         | Ingemar Stenmark  | Sverige       | 218   |
| 3         | Andreas Wenzel    | Liechtenstein | 177   |
| 4         | Marc Girardelli   | Luxemburg     | 168   |
| 5         | Peter Lüscher     | Schweiz       | 164   |
| 6         | Pirmin Zurbriggen | Schweiz       | 161   |
| 7         | Peter Müller      | Schweiz       | 125   |
| 8         | Max Julen         | Schweiz       | 116   |
| 9         | Bojan Križaj      | Jugoslavien   | 112   |
|           | Franz Gruber      | Österrike     | 112   |